# Harald Ilves
Harald Ilves (ur. 20 listopada 1920 w Tapa, zm. 4 lutego 1998 Tallinn) – przewodniczący Rady Najwyższej Estońskiej SRR (1959-1963).

## Życiorys
Ukończył szkołę podstawową w Tapie i szkołę przemysłową w Rakvere, po czym pracował jako robotnik na kolei. 3 lipca 1941 został powołany do Armii Czerwonej i skierowany na Ural, w lutym 1942 otrzymał przydział do 249 Estońskiej Dywizji Piechoty i w grudniu 1942 skierowany na front do udziału w wielkołuckiej operacji zaczepnej. Następnie od maja 1943 walczył na Froncie Kalinińskim, od października 1943 2 Nadbałtyckim, a od lutego 1944 Leningradzkim jako celowniczy działa w 925 pułku piechoty w stopniu gefrajtera, a pod koniec wojny sierżanta. Brał udział w walkach o Newel, Narwę, Tartu i Tallinn oraz w likwidacji kurlandzkiego zgrupowania przeciwnika. Za zasługi bojowe w 1944 został odznaczony orderem. W 1945 został przyjęty do WKP(b), od 1949 do 1951 uczył się w szkole partyjnej. W latach 1954–1959 I sekretarz harjuskiego komitetu rejonowego Komunistycznej Partii Estonii, od 23 kwietnia 1959 do 18 kwietnia 1963 przewodniczący Rady Najwyższej Estońskiej SRR. Od 1963 sekretarz harjuskiego komitetu przemysłowego, od 8 stycznia 1964 do 1976 członek KC KPE, w 1973 objął funkcję przewodniczącego Estońskiego Republikańskiego Komitetu Związku Zawodowego Pracowników Gospodarki Rolnej. W 1985 przeszedł na emeryturę.

## Odznaczenia
- Medal Sierp i Młot Bohatera Pracy Socjalistycznej (1 marca 1958)
- Order Lenina
- Order Wojny Ojczyźnianej II klasy (11 marca 1985)
- Order Czerwonego Sztandaru Pracy (dwukrotnie, 1 października 1965 i 8 kwietnia 1971)
- Order Przyjaźni Narodów (16 marca 1981)
- Order Czerwonej Gwiazdy (5 sierpnia 1944)
- Order „Znak Honoru” (12 grudnia 1973)
- Order Sławy III klasy (30 listopada 1944)

I medale.